# Raízes do Samba
Raízes do Samba é uma série de coletâneas lançadas pela EMI Records no fim dos anos 1990, reunindo os grandes sucessos de artistas de samba, MPB e bossa nova. A capa do álbum padronizada inclui uma foto do artista com os Arcos da Lapa ao fundo. A seleção musical foi elogiada pela crítica, uma vez que representa,  em sua maioria, o melhor de cada artista. A coleção se destaca especialmente por representar o sambista Monsueto Menezes, que na época possuía pouco da sua obra gravada em CD.
Os artistas que tiveram seus sucessos compilados em CD próprio nesta série são:
- Luiz Ayrão[1]
- Ataulfo Alves[4]
- Gilberto Alves[2]
- Adoniran Barbosa[5]
- Ary Barroso[2]
- Leci Brandão[1]
- Bebeto[1]
- Elizeth Cardoso[1]
- Dorival Caymmi[1]
- Beth Carvalho[1]
- Cartola[6]
- Nelson Cavaquinho[7]
- Os Cinco Crioulos[8]
- Demônios da Garoa[1]
- Gonzaguinha[1]
- Almir Guineto[9]
- Clementina de Jesus[10]
- Dona Ivone Lara[1]
- Nei Lopes[2]
- J. T. Meirelles[11]
- Monsueto Menezes[3]
- Carmen Miranda[1]
- Cyro Monteiro[2]
- Wilson Moreira[2]
- João Nogueira[1]
- Clara Nunes[1]
- Os Partideiros do Plá[2]
- Benito di Paula[12]
- Pixinguinha[1]
- Mário Reis[2]
- Roberto Ribeiro[1]
- Jair Rodrigues[1]
- Conjunto Nosso Samba[2]
- Os Originais do Samba[13]
- Orlando Silva[2]
- Roberto Silva[1]
- Moreira da Silva[1]
- Elza Soares[1]
- Jorge Veiga[1]
- Paulinho da Viola[1]